# مسیحیت غیر مذهبی
مسیحیت غیر مذهبی (انگلیسی: Non-denominational Christianity)، متشکل از کلیساها، و افراد مسیحی است که معمولاً از اعتراف‌گرایی یا عقیده سایر جوامع مسیحیت با عدم همسویی رسمی با یکفرقه خاص مسیحی فاصله می‌گیرند.